# Andrei Toschew

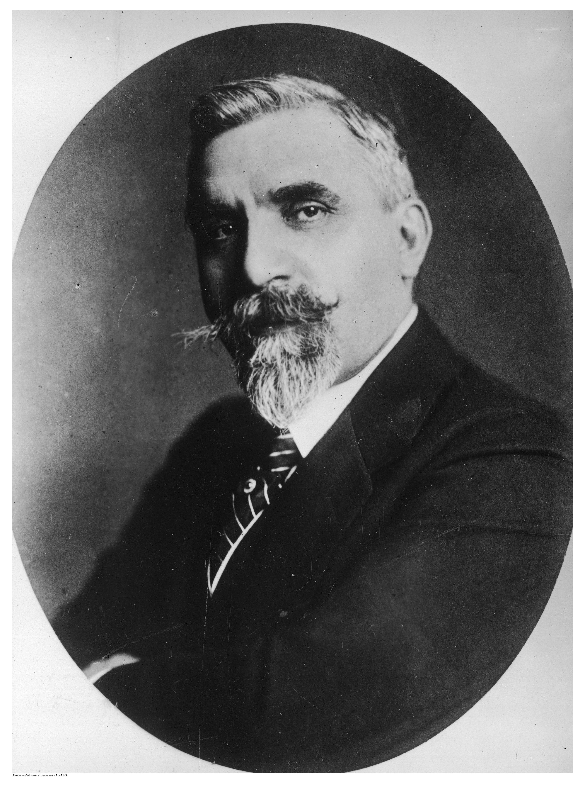
Andrei Toschew, zwischen 1930 und 1935

Andrei Slawow Toschew (bulgarisch Андрей Славов Тошев; * 16. April 1867 in Stara Sagora; † 10. Januar 1944 in Sofia) war ein bulgarischer Politiker, Diplomat und Ministerpräsident.

## Biographie

### Studium und diplomatische Laufbahn
Toschew absolvierte zunächst ein Studium an den Universitäten von Edirne, Genf und Paris, das er 1891 abschloss. Anschließend war er als Lehrer an dem Bulgarischen Männergymnasium in Thessaloniki sowie an Schulen in Warna und Sofia tätig.
1903 wurde er zum Abgeordneten der Nationalversammlung gewählt, wo er den Wahlkreis von Bitola vertrat. Zwei Jahre später trat er in den Diplomatischen Dienst und vertrat Bulgarien zunächst als Botschafter von 1905 bis 1906 in Montenegro. Daraufhin wurde er Botschafter in Griechenland sowie von 1908 bis 1913 in Serbien. In dieser Funktion war er maßgeblich am Zustandekommen des Balkanbundes beteiligt. Dieses militärische Bündnis wurde 1912 zwischen den Balkanländern Serbien, Bulgarien, Montenegro und Griechenland zur Aufteilung der verbliebenen osmanischen Provinzen Südosteuropas geschlossen. Der Balkanbund eröffnete im Oktober 1912 den Ersten Balkankrieg.
Von 1913 bis 1914 war er Botschafter im Osmanischen Reich, ehe er während des Ersten Weltkrieges Bulgarien als Botschafter in der Schweiz sowie von 1917 bis 1919 in Österreich-Ungarn vertrat. Nach dem Krieg war er schließlich von 1919 bis 1920 Botschafter in der neu gegründeten Republik Österreich.

### Ministerpräsident von 1935
In den nachfolgenden Jahren betätigte er sich hauptsächlich als Schriftsteller und veröffentlichte wie bereits vor und während seiner diplomatische Laufbahn mehrere Bücher.
Nach dem Militärputsch der 1930 gegründeten rechts-autoritären, überwiegend aus Offizieren bestehenden Organisation Sweno (Schäkel), gegen die Regierung von Nikola Muschanow im Mai 1934 und den darauffolgenden Militärregierungen von Oberst Kimon Georgiew und General Petar Iwanow Slatew wurde er am 21. April 1935 von Zar Boris III. zum Ministerpräsidenten ernannt. In dieser Funktion bildete er ein ausschließlich aus Zivilisten bestehendes Kabinett.
Nach den Wahlen zur Nationalversammlung übergab er dieses Amt jedoch bereits am 23. November 1935 an Georgi Kjoseiwanow.

## Bibliographie
- Ранни спомени 1873–1879 (1890)
- Ръководство за риторика и красноречие (1901)
- Югозападна България във флористично отношение (1902)
- Поглед върху икономическото положение на Сърбия (1911)
- Балкански войни (2 Bände; 1929, 1931)
- Бегли спомени (1931)
- Полша в културно отношение (1931)
- Сръбско-българската разпра (1932)
- Малкото съглашение и неговият реорганизационен пакт (1933)
- Страници из миналото на сръбско-българските отношения (1941)
- Бегли спомени за Македония (1941)
- Из Беломорието и Македония (1942)
- България и нейните съседи (1943)